# Yaiza del Mar
Yaiza del Mar és el nom artístic d'una exactriu porno espanyola nascuda a Talavera de la Reina, província de Toledo (Espanya ) el 17 de desembre de 1986.
Al Festival Internacional de Cinema Eròtic de Barcelona va ser nominada per al Premi Nimfa 2006, a la millor actriu revelació espanyola per  Dieta mediterránea . Ha assistit a la majoria de festivals espanyols i portuguesos des de llavors. Va debutar el 2006 amb Torbe, la seva primera escena va ser a la sèrie "pilladas". En 2010 residia i treballava a Barcelona.